# ティソン・デツェン
ティソン・デツェン（チベット語：ཁྲི་སྲོང་ལྡེ་བཙན、ワイリー転写：Khri srong lde brtsan、 742年 - 797年/98年）は、 古代チベット王朝である吐蕃の王（在位：755年/56年 - 797年/98年）。37代国王ティデ・ツクツェンを父に持ち、ナナム氏族のマンポジェシティンを母とする。
唐で起きた安史の乱に乗じて唐の首都・長安を占領し、西域に駐屯する唐軍の弱体化に乗じて勢力を拡大した。
ティソン・デツェンの在位中にチベットの支配領域は最大に達する。後世には、軍事的功績と神話的な要素が入り混じったティソン・デツェンの伝承が作り出された。
また、ティソン・デツェンの時代にチベットの仏教文化は顕著な発展を見せる。ティソン・デツェンはサムイェー寺の大伽藍を建立し、779年に仏教を国教に制定した。後世の人間はティソン・デツェンをソンツェン・ガンポ、ティツク・デツェン（レルパツェン）と並び「三人の聖なる父祖王」の一人に数えた。

## 生涯
ティソン・デツェンはティデ・ツクツェンの次男として生まれる。13歳の時にティソン・デツェンは王位に就く。成長したティソン・デツェンは、内相ゲンラム・タクラ・ルコン、将軍チム・ゲルシク・シュテンらの協力を得て父を暗殺した宰相たちを討つ。
755年から唐で起きていた安史の乱に乗じて青海周辺を占領し、762年に唐と和約を締結した。しかし、なおも吐蕃軍は東進を続け、763年10月に長安を占領する。長安への無血入城を果たした吐蕃軍は改元と大赦を布告し、広武王李承宏を新たな唐の皇帝に擁立した。入城から2週間後に吐蕃軍は長安の「士女工匠」を連れて帰国し、長安から帰国する吐蕃軍は進路上の商業都市で略奪を行った。
779年に唐で徳宗が即位した後、吐蕃と唐の間で捕虜の返還が行われ、吐蕃の求めに応じて唐から仏僧が派遣された。783年に吐蕃と唐の間に和平条約（唐蕃会盟）が結ばれ、唐への軍事作戦は消極的になる。翌784年に唐の節度使・朱泚が反乱を起こしたとき、吐蕃は反乱の鎮圧のために援軍を派遣した。唐が協力の対価を支払わなかったことに軍部が不満を抱いたために和平は破棄され、西域に進出した吐蕃軍は敦煌を占領した。
789年に吐蕃軍はビシュバリク、ホータンを占領する。790年に亀茲の安西都護府を攻略、同年に吐蕃の支配領域はアム川、フェルガナ方面に広がるが、アッバース朝に阻まれてこれ以上支配領域を拡張することはできなかった。吐蕃の支配領域は西はギルギット、バルチスタン、東は雲南、四川に広がり、東北部は河西回廊を含んでいた。インド、ベンガル地方からの使節がチベットを訪れ、吐蕃は中央アジア、北インド、アフガニスタン、イランに繋がる交易路を確保した。
晩年、ティソン・デツェンは妻のツェパン・サ・マギャルドンカともう一人の妻ポヨン・サ・ギャルモツンの不仲を憂い、ポヨン・サを次子のムネ・ツェンポに妻として与えた。しかし、ツェパン・サのポヨン・サへの憎悪はより強くなった。797年/98年にティソン・デツェンは競馬の場で没した。ティソン・デツェンのために1辺180mの三層のピラミッド状の墓が建てられ、チョンギェ村の吐蕃王家の墓群（en）の中で、最も大きなものになった。
ティソン・デツェンの死後より、吐蕃は徐々に衰退していく。

## 仏教との関わり
ティソン・デツェンの幼少期、仏教の台頭を恐れたチベット土着のボン教徒によって廃仏が行われる。20歳に達したティソン・デツェンは仏教の国教化を宣言し、長安占領に従軍した人々はティソン・デツェンの政策に賛成した。ネパールで仏教を学んでいたバー氏族のセルナンの仲介によって、インドのナーランダ僧院の長老である仏教哲学者シャーンタラクシタをチベットに招聘し、彼から仏教の教えを受けた。779年にシャーンタラクシタはインドから12人の僧侶を呼び寄せ、彼らとともに6人のチベット人出家者に具足戒を授けた。
ティソン・デツェンの治世ではサンスクリットや漢語の仏典が正確にチベット語に訳され、後世のチベット大蔵経の原型になった。775年にサムイェー寺の大伽藍が起工され、12年の工事を経て大伽藍が建立された。サムイェー寺の建立に際して地鎮にあたったタントラ行者のパドマサンバヴァ（蓮華生）は、後世のチベットの民衆や行者に強い影響を与えた。
仏教の拡大に伴い、旧来のボン教の勢力はインド僧とニンマ派の行者によって抑えられた。しかし、史書の中にはシャーンタラクシタでもボン教徒を屈服させることができず、ティソン・デツェンが反対派の人間を処刑したと記しているものもある。
ティソン・デツェン在位中のチベットの支配層の間では、主にインド系仏教と中国系仏教が信仰されていた。敦煌の禅僧・摩訶衍がチベットで支持者を増やし、791年に皇后が摩訶衍に帰依すると、事態を重く見たティソン・デツェンはインドからシャーンタラクシタの弟子であるカマラシーラを招聘した。794年に行われたサムイェー寺の宗論でカマラシーラが摩訶衍を破った後、ティソン・デツェンはインド系仏教がチベット仏教の正当であると宣言した。吐蕃は唐と対立していたために中国系仏教徒は追放されたが、東チベットにはなおも中国系の仏教を信仰する人々が残っていた。

## 家族

### 妻
- ツェパン・サ・マギャルドンカ
- ポヨン・サ・ギャルモツン

ツェパン・サとポヨン・サのほかにティソン・デツェンには4人の妃がいた。

### 子
- ムティ・ツェンポ - 長子。早世[18]
- ムネ・ツェンポ - 次子
- ムルク・ツェンポ（ムティク・ツェンポ）
- ティデ・ソンツェン（セナルク）